# Rusia para los rusos

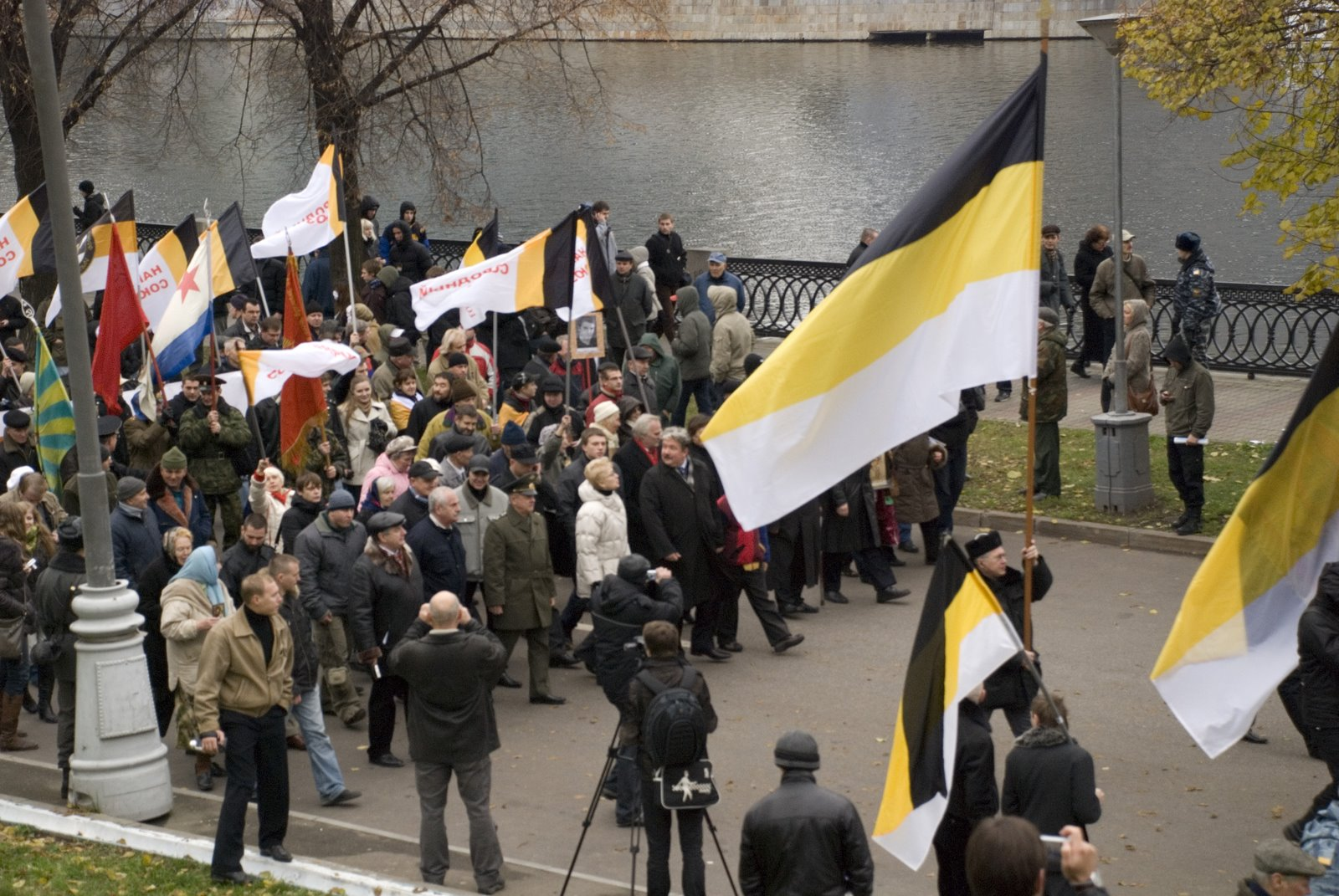
Marcha de manifestantes nacionalistas rusos

Rusia para los rusos (ruso: Росси́я для ру́сских, Rossíya dlya rússkij, pronunciación rusa: [rɐˈsɐˈijə dʲlʲɪ ˈruskʲɪx]) es un eslogan político xenófobo y una doctrina nacionalista rusa, que encapsula una gama de ideas que van desde otorgar a la gente de etnia rusa derechos exclusivos en Rusia hasta expulsar del país a todos los que no pertenezcan a la etnia rusa. Originado en el Imperio Ruso en la segunda mitad del siglo XIX, el lema se ha vuelto cada vez más popular en la Rusia moderna, desafiando el discurso dominante de multiculturalismo dentro de Rusia.

## Imperio Ruso

### Origen
La idea original de "Rusia para los rusos" se ha atribuido de diversas formas a los siguientes personajes; Vladímir Gringmut, ideólogo de los Centurias Negras, al general Mijaíl Skóbelev (1843-1882) y al zar Alejandro III de Rusia (1845-1894). Gringmut fue el autor de una de las primeras publicaciones en utilizar el lema. Proclamó "Rusia para los rusos" como lema del Partido Monárquico Ruso y escribió:
"Se ve claramente que si Rusia se deja en manos de personas de origen y religión ajenas, así como de extranjeros, no sólo no será una autocracia, sino que no será la propia Rusia".
Otra versión atribuye la noción a Alejandro III, quien declaró que:
"Rusia debe pertenecer a los rusos, y todos los demás habitantes de esta tierra deben respetar y apreciar a este pueblo".
Según el general Alekséi Kuropatkin, Alejandro eligió "Rusia para los rusos" como consigna. También se informa que el general Skóbelev dijo:
"Quiero inscribir en mi estandarte: 'Rusia para los rusos y al estilo ruso' (en ruso: Россия для русских и по-русски) e izar esta bandera lo más alto posible"
En las últimas décadas del siglo XIX, algunos movimientos políticos rusos propusieron reclasificar "Rusia" como una categoría étnica o incluso racial. Abogaban por "Rusia para Rusia" y creían que los rusos merecían más derechos que otras nacionalidades en su "propio imperio", ya que habían establecido y mantenido el estado en primer lugar. Estos nacionalistas exclusivos denunciaron a los no rusos como extremadamente ingratos por los beneficios que habían recibido del gobierno ruso. Aunque estos sentimientos llamaron la atención de algunos intelectuales en la última parte del siglo XIX, las organizaciones xenófobas de derecha se originaron durante la Revolución Rusa de 1905, cuando finalmente se legalizaron los partidos políticos. Hicieron de "Rusia para los rusos" su grito de batalla, pero estaban decididos a preservar "una Rusia unida" mediante la rusificación de los no rusos.El primer "enemigo” en ser blanco de ataques fueron los judíos, y "Rusia para los rusos" pronto se amplió con el lema "¡Golpea a los yids (término peyorativo para judío, viene de yiddish) y salva a Rusia!".

### Críticas
Desde el principio, la consigna y la idea del imperio gobernado por rusos fue muy controvertida en cuanto a lo que significaba "rusos". Uno de los críticos abiertos de la noción, Pável Miliukov, líder del Partido Demócrata Constitucional, consideró que el lema "Rusia para los rusos" había sido "un lema de desunión ... [y] no creativo sino destructivo". En 1909, Milyukov se dirigió a la duma estatal rusa sobre el tema del uso del idioma ucraniano en el sistema judicial, refiriéndose a los diputados nacionalistas rusos dijo:
“Dicen 'Rusia para los rusos', pero ¿a quién te refieres con 'ruso'?.Deberías decir 'Rusia solo para los grandes rusos', porque lo que niegas a musulmanes y judíos también lo niegas a tus parientes más cercanos: Ucrania".
Otro político notable, el primer ministro Serguéi Witte, advirtió al zar Nicolás II contra su coqueteo con estas ideas porque interrumpiría el delicado equilibrio étnico en el Estado ruso. El lema también fue rechazado por el nacionalista moderado Nikolái Berdiáyev, quien lo vio como un “nacionalismo pagano” y lo contrastó con la noción mesiánica del “nacionalismo cristiano” de “Rusia para el mundo”.
La oposición de los que apoyaban un imperio multiétnico como Witte y la indiferencia de la mayoría de los trabajadores y campesinos rusos de la Rusia anterior a la Primera Guerra Mundial a tales sentimientos hicieron que el proyecto de una etnocracia rusa fracasara sin siquiera haber sido lanzado correctamente.

## Rusia moderna
La noción de "Rusia para los rusos" resurgió más tarde en la década de 1980 cuando la organización neo-nazi Pámyat organizó una serie de manifestaciones y distribuyó folletos que decían "¡Rusia para los rusos!" y "¡Muerte a los yids!".
Con el estallido de la segunda guerra chechena en 1998 y la creciente antipatía hacia los extranjeros en Rusia después de la llegada al poder de Vladímir Putin, la proporción de quienes suscriben a la máxima "Rusia para los rusos" comenzó a aumentar, en parte como reacción a la crisis, la inestabilidad y la incertidumbre de la década de 1990, así como el creciente descontento público con la llegada de inmigrantes de Asia Central, el sur del Cáucaso y China. Así, el número total de los que apoyan este lema aumentó del 46% en 1998 al 58% en 2005. Por "rusos", los encuestados frecuentemente se refieren exclusivamente a los rusos étnicos, y preferiblemente con una apariencia de "rostro eslavo" (piel clara, pelo y ojos claros), sin importar la ciudadanía rusa. Este lema se ha convertido en un elemento destacado en las manifestaciones nacionalistas durante el feriado nacional ruso por el Día de la Unidad Popular. Las víctimas de violencia étnica y racial también informaron haber escuchado cánticos de "Rusia para los rusos" durante diferentes ataques.
En 2003, durante una transmisión de televisión con el presidente de Rusia, rusos al azar en las calles le hicieron preguntas. Un anciano le preguntó a Vladímir Putin cuál era su postura y la de su partido sobre el lema "Rusia para los rusos". Putin respondió que aquellos que gritan y actúan sobre tal lema son "idiotas o provocadores" (придурки либо провокаторы), que "no entienden lo que hacen y gritan". Putin también mencionó que esas personas quieren debilitar a la Federación de Rusia, compuesta por muchas naciones y culturas, incitando al odio racial y nacionalista que, en última instancia, conduciría a la disolución de la Federación. Putin también advirtió que los organismos encargados de hacer cumplir la ley deberían actuar lo antes posible contra las personas que amenazan el orden público.
En una encuesta de 2006, publicada por el Centro de Investigación de Opinión Pública de Rusia (VTsIOM), el 34% de los encuestados aprobaron el eslogan con la condición de que "rusos" significa todos los ciudadanos de la Federación de Rusia, el 23% dijo que no se opondría a la idea, si se implementa dentro de "límites razonables", el 20% (principalmente en Moscú y San Petersburgo) creía que la realización de este concepto, sin ninguna restricción, estaba muy atrasada. El lema fue desaprobado por el 23%, de los cuales el 12% temía dificultades con Occidente, y el 11% lo describió como "verdadero fascismo". Al mismo tiempo, los partidarios del eslogan divergieron en cuanto a lo que significaba "rusos": todos los que habían sido educados en las tradiciones rusas (39%), los que trabajaron para Rusia (23%), solo los rusos "de sangre" (15%), aquellos que hablaban ruso como lengua materna (12%) o cristianos ortodoxos rusos (7%).
Grupos de derechos humanos han implicado que dicha noción se traduce en violencia contra los extranjeros. Aleksandr Brod, director de la Oficina de Derechos Humanos de Moscú, ha argumentado que los datos de las encuestas indican que el 60% de la población adulta de Rusia se adhiere a una ideología que ha descrito como "Rusia para los rusos y todas las desgracias son de los no rusos". Liudmila Alekséyeva, presidenta del Grupo Helsinki de Moscú, ha acusado a los principales funcionarios rusos de promover la idea. Citó como ejemplo al gobernador de Krasnodar, Aleksandr Tkachov, quien ha prometido expulsar a "los extranjeros y disidentes" de su región. La Oficina de Derechos Humanos de Moscú publicó en 2005 un informe sobre el seguimiento de la xenofobia durante las elecciones locales de Moscú y argumentó que varios partidos políticos se adhirieron a eslóganes xenófobos, como "Rusia para los rusos" y "Rostros rusos en la capital rusa", en sus campañas electorales. Por ejemplo, el partido Rodina y su líder Dmitry Rogozin hicieron de la inmigración ilegal y un "¡Moscú para los moscovitas!" una plataforma y una pieza central de su campaña electoral.
Una investigación ordenada por un tribunal ruso concluyó que el eslogan "Rusia para los rusos" no alimenta el odio étnico. La investigación se llevó a cabo en relación con un caso de agresión a un inmigrante adolescente de Daguestán que casi fue asesinado cerca de su escuela. Los atacantes gritaron "¡Rusia por los rusos!", mientras golpeaban al niño.
El 28 de julio de 2010, un tribunal de Rusia exigió que un ISP bloqueara el acceso a YouTube porque el sitio alojaba "Rusia para los rusos", un video al cual muchos consideran extremista.
Además, recientemente, Rusia ha aprobado una ley que les permite eliminar sitios web de cualquier lugar sin necesidad de una orden judicial.